# Two Cars in Every Garage and Three Eyes on Every Fish
«Two Cars in Every Garage and Three Eyes on Every Fish» (с англ. — «По две машины в каждом гараже и по три глаза у каждой рыбы») — четвёртый эпизод второго сезона мультсериала «Симпсоны», премьера которого состоялась 1 ноября 1990 года.

## Сюжет
Барт и Лиза ловят рыбу в пруду. К ним подъезжает Дэйв Шаттон — криминальный репортёр и спрашивает, словили ли они что-нибудь. В то же время Барт ловит рыбу с тремя глазами, причём сам пруд находится близ Спрингфилдской АЭС, и репортёры сразу же раздувают эту историю, обвиняя во всём мистера Бёрнса.
В то же время к нему приходит государственная инспекция по ядерной безопасности, обнаружившая в Спрингфилдской АЭС многочисленные нарушения. Они говорят, что мистеру Бёрнсу либо надо исправить все нарушения, либо АЭС закроют. Бёрнс, разочарованный, остаётся в АЭС до самой ночи, причём Гомер, заснувший на работе, также уходит домой только ночью. Подходя к своей машине, он видит мистера Бёрнса, плачущего в своей. Владелец АЭС рассказывает Гомеру о своих проблемах, и Гомер предлагает ему стать губернатором — ведь тогда он сможет сам решать, что хорошо, что плохо. Бёрнс соглашается.
Он нанимает команду, и их усилиями Бёрнс из «дьявола во плоти» превращается в патриота-филантропа и даже опережает свою соперницу Мэри Бэйли. За несколько дней до выборов команда Бёрнса советует ему побывать в доме одного из простых людей, чтобы доказать, что он не потерял связь с народом, и Бёрнс выбирает Гомера. Однако Мардж и Лиза, поддерживающие Мэри Бэйли, приготовили для мистера Бёрнса «сюрприз». Когда он сел к ним за стол, Мардж поставила на середину стола блюдо, оказавшееся той самой трёхглазой рыбой (ей дали имя «Моргун»), по-видимому, в сыром виде. Мистер Бёрнс пытается съесть её, но выплёвывает первый же кусочек и, таким образом, проигрывает свою кампанию. Бёрнс предупреждает, что мечты Гомера останутся невыполненными вымыслами…

## Интересные факты
- У Барта есть специальная папка, куда он складывает все статьи, связанные с ним. Когда он кладёт статью о трёхглазой рыбе, видно, что рядом лежит статья о вандале, испортившем статую Джебедаи Спрингфилда. Это отсылка к серии «The Telltale Head».
- Девиз штата, где находится Спрингфилд: «Не просто какой-то штат». Эта фраза особенно актуальна из-за того, что имя штата, где находится Спрингфилд, никогда точно не упоминалось.
- Когда Гомер уходит с работы, у его ног пробегает зелёная (видимо, от ядерного излучения) крыса. До этого он говорит по телефону о своём 12-часовом рабочем дне.
- В этой серии впервые упоминается полное имя мистера Бёрнса — Чарльз Монтгомери Бёрнс.
- 98 % избирателей в начале предвыборной гонки считали мистера Бёрнса «презренным или даже хуже».
- Поскольку Гомер и Мардж поддерживали разных кандидатов, их дети также оказались по разные стороны баррикад. Когда Мардж и Гомер устанавливают на своей лужайке доки в пользу их любимого кандидата, мы видим, что Лиза носит футболку с надписью: «Жаль, что я недостаточно взрослая, чтобы голосовать за Мэри Бэйли», а Барт — «Мой отец сказал мне голосовать за мистера Бёрнса».
- Когда гримёры готовят Симпсонов к ужину с мистером Бёрнсом, продюсер, увидевший нагримированного Гомера говорит: «Нам нужен Джон Паблик (обозначение типичного члена социума в Америке), а не Тайрон Пауэр (актёр-красавчик из Голливуда)», хотя первоначально предполагалось, что за место Джона Паблика будет названо имя Рекса Хэррисона, однако сам Рекс умер до премьеры серии, поэтому было решено поменять имя.
- Этот эпизод выиграл премию ЭМА в 1991 году.
- В повторе этой серии, состоявшемся 25 июня 1992 года надпись на доске была: «„картошка“, а не „картошко“» (англ. "Potato", not "Potatoe")

## Культурные отсылки
- Песня, которую мистер Бёрнс поёт, напившись у себя в кабинете — это «Brother, Can You Spare a Dime?» (с англ. — «Брат, мелочи не найдется?»), одна из наиболее известных американских песен времен Великой депрессии.
- Сцена, где мистер Бёрнс в ходе предвыборной гонки едет на танке — отсылка к такому же предвыборному ходу Майкла Дукакиса.
- Мэри Бэйли — имя одного из персонажей фильма «Эта прекрасная жизнь».
- Момент, когда Барт спрашивает у Гомера: «Твой босс уже правитель?», — отсылка к фильму «Гражданин Кейн», где сын Кейн спрашивает, стал ли его папа правителем.
- Сцена в самом конце эпизода, когда мистер Бёрнс на фоне своего портрета кричит: «Вы не можете поступить так со мной! Я — Чарльз Монтгомери Бёрнс!» — также отсылка к фильму «Гражданин Кейн».
- Название серии — отсылка к предвыборному лозунгу Герберта Гувера «По курице в каждой кастрюле и по машине в каждом гараже» (англ. A chicken in every pot and a car in every garage).